# (5962) Shikokutenkyo
(5962) Shikokutenkyo (1990 HK) – planetoida z pasa głównego asteroid okrążająca Słońce w ciągu 4,12 lat w średniej odległości 2,57 j.a. Odkryta 18 kwietnia 1990 roku.